# Série U des archives départementales

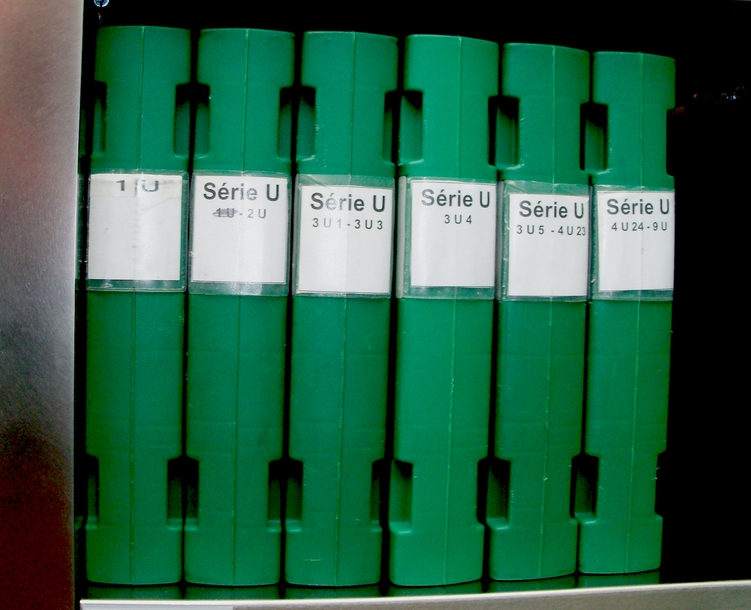
Les répertoires de la série U des archives départementales d'Ille-et-Vilaine.

La série U et la série B sont les deux séries d'archives judiciaires des archives départementales en France. La série U, série moderne consacrée à l'administration de la justice depuis 1800, prolonge la série B, série ancienne vouée au même domaine avant 1800. Cette série est essentiellement composée des différents fonds issus des institutions créées par de la réforme de l'an VIII. Pour certains départements, cette série compte quantitativement parmi les plus importantes séries modernes.

## Cadre réglementaire
Dans les services d'Archives départementales et dans leurs répertoires et publications, les titres apparaissent différemment selon les départements, par exemple comme Justice (depuis 1800) ou Justice 1800-1940,  ou Justice, depuis 1860 (en Haute-Savoie, sous administration sarde avant 1860), mais la série U se termine officiellement avec la réforme du 22 décembre 1958 (février 1959 pour les justices de paix) ; la suite se trouvant dans la série continue W.
Le cadre de classement donne les subdivisions suivantes :
- 1 U : Fonds de la préfecture : organisation des services de justice, formation des jurys, personnel, etc.
- 2 U : Cour d'appel ou Cour impériale ; Cour d'Assises
- 3 U : Tribunaux de première instance
- 4 U : Justices de paix ; Tribunaux de simple police
- 5 U : Juridictions prud'homales
- 6 U : Tribunaux de commerce
- 7 U : Juridictions d'exception
- 8 U : Officiers publics et ministériels
- 9 U : Conseil de préfecture, puis Tribunaux administratifs.

Chaque fonds d'une sous-série, s'il y en a plusieurs, est affecté d'un nombre à partir de 1, par exemple, « 3 U 3 - Tribunal d'instance de… »
Quelle que soit la juridiction relevant d'une de ses sous-séries, l'essentiel du fond se compose en principe : 
- des décisions du tribunal (arrêts ou jugements, ordonnances) ;
- des dossiers de procédures (procès-verbaux, déclarations de témoins, etc.).

## Variations du classement selon les services
D'un département à l'autre, en raison de l'organisation des circonscriptions judiciaires (Cour d'appel notamment), des pertes et destructions (Corse ; Marne ; etc.), le nombre de fonds judiciaires conservés est très variable et davantage encore le volume total de ces archives,pratiquement dans un rapport de un à dix[réf. nécessaire] : beaucoup de sous-séries sont fréquemment absentes à cause de leur destruction ou simplement parce qu'elles n'ont jamais existé. Des services sont tout à fait satisfaits - voire fiers - de « leur » série U, comme les Archives départementales du Calvados qui possèderaient « L'une des plus belles séries U de France, quantitativement (1 794 mètres) et qualitativement ».
Au XXe siècle, beaucoup de services ont fait état dans leur guide de l'ampleur de la tâche à effectuer pour achever le traitement de ces archives, par leur volume et par le désordre qui était leur lot avant leurs versements par les greffes. L'afflux d'archives étant continuel, voire croissant, la situation n'a pu que se prolonger en ce siècle en dépit des efforts.
En pratique, si la structuration imposée par le plan de classement est utile en première approche, le poids du passé est tel qu'assez souvent les fonds sont affectés de cotes en décalage avec ce plan : les archives d'un tribunal de commerce pourront ainsi se trouver sous une « Sous-série 25 U » au lieu de la « Sous-série 6 U ». Certaines présentations de la série, comme dans les guides des Archives départementales sont de nature hybride : les fonds et les moyens de les consulter sont présentés non selon leur ordonnancement dans le dépôt mais en référence au cadre réglementaire, par exemple en Savoie à la page 319 du guide des archives de 1979 ou dans le Jura . Les introductions en tête des répertoires font habituellement un état de cet éloignement du plan de classement pour avertir le lecteur
Sans d'ailleurs que cela complique la recherche et la communication des documents, un extrait de la présentation en ligne des Archives du Bas-Rhin pour les 2344 cotes de cette série fournit un exemple de situation réelle dans laquelle il est difficile de retrouver même approximativement le plan de classement : 
- U 1-64 : Fonds de la préfecture ;
- U 65-1013 : Fonds des greffes des tribunaux de première instance ;
- U 1014-2229 : Fonds des greffes des justices de paix ;
- U 2230-2344 : Fonds du greffe du tribunal de commerce de Strasbourg.

## Intérêt historique
Des études très diverses peuvent être menées à partir des archives judiciaires, par exemple :
- l'impact local d'événements nationaux ou internationaux ;
- histoire économique et sociale : « infractions aux règlements commerciaux ou professionnels […] dépôt des actes de société et les dossiers de faillite […] les infractions aux lois sur le travail, les accidents du travail, les grèves, conciliations et non conciliations devant le juge de paix entre patrons et ouvriers ; les rapports d'experts fournissent des renseignements sur les exploitations agricoles et industrielles […] »[10]
- « Les archives judiciaires enfin sont la source écrite privilégiée des historiens des mentalités par les renseignements de tout ordre qu'elles contiennent sur la grande criminalité mais aussi sur les affaires plus banales de relations familiales, relations de voisinage, rixes, coups et blessures, échanges d'injures et plus rarement les charivaris, les guérisseurs et même un devin… De très vivants tableaux de mœurs sont donnés par les rapports de gendarmerie (description de personnes, d'édifices, textes d'injures ou chansons parfois en occitan.). »[11]

## États des fonds
Outre les destructions massives avant et après versements, les fonds tels qu'ils sont proposés à la consultation sont durablement affectés par leurs conditions d'archivage dans les greffes avant versement, généralement mauvaises, et ils le sont également par le désordre ajouté par les versements au XXe siècle  voire par les déménagements entre dépôts. 
Les archivistes et le personnel plus généralement ont fort à faire pour y mettre bon ordre :
- Constitution des fonds des sous-séries[16]
- Conciliation des classements antérieurs et de la réglementation[17]
- Réalisation d'inventaires [18]
- Intégration des versements complémentaires[19]

Au début du XXIe siècle, si les fonds de la série sont volumineux, le traitement peut ne pas être achevé et la consultation des documents difficile
Exceptionnellement, le service des Archives des Ardennes a travaillé à compenser les destructions des guerres mondiales : son guide détaille un état des fonds détruits et un état des fonds reconstitués depuis 1945.

## Éliminations réglementaires
La masse de documents affectés à la série U est l'objet d'éliminations réglementaires lors des tris, soit par appréciation de leur intérêt soit selon des critères d'échantillonnage, par exemple dans la Sarthe, pour le Tribunal de grande instance du Mans :
- « Les dossiers de procédures civiles ont été réglementairement éliminés. »
- « un vingtième en volume des procès-verbaux de gendarmerie a été conservé. »
- un dixième en volume des dossiers correctionnels pour certaines années du XXe siècle (1926-1936) a été conservé.
- un cinquième en volume des procédures aboutissant à un non-lieu a été conservé[21].

Ces éliminations sont pourtant en nette contradiction de l'intérêt historique foncier reconnu à cette série ; contradiction bien sensible dans le paragraphe du guide des Archives de la Sarthe consacré aux justices de paix : « Ces documents ont une importance capitale pour l'histoire des mœurs, usages et objets de chicane, notamment pour les procès-verbaux. Lorsqu'il y a eu tri systématique […]. La proportion des documents conservés reste finalement faible. » ou dans celui de l'Eure concernant les tribunaux d'instance 
 « […] le tri et les destructions seront opérés avec prudence étant donné l'intérêt pour l'histoire économique et sociale que revêt cette documentation. ».

## 1 U - Fonds de la préfecture
Le fonds désigné sous le nom de Fonds de la préfecture ne doit pas être confondu avec celui du Conseil de préfecture de la sous-série 9 U, mais l'un et l'autre peuvent se trouver dans la série K qui concerne la préfecture du département, en application de instruction du 16 décembre 1965 en ce qui concerne le Fonds « préconisant son classement dans la série K, considérant que l'aspect administratif de ses attributions l'emportait en fait sur leur aspect judiciaire. ».
La seule qui n'émane pas de tribunaux, la sous-série 1 U est composée des archives préfectorales concernant l'organisation de la justice : 
- les élections aux tribunaux de commerce, aux conseils de prud'hommes et tribunaux paritaires cantonaux et d'arrondissement de baux ruraux ;
- la formation des jurys d'assises ;
- le personnel judiciaire et les officiers publics.

Le Guide des Archives départementales de l'Eure fait une présentation assez détaillée de son fonds conséquent (17 mètres de métrage linéaire) :
- Affaires générales concernant l'administration de la justice, circulaires, instructions, depuis l'an II ; personnel judiciaire : candidatures, traitements des juges, dossiers des titulaires et auxiliaires, greffiers, juges de paix, etc., an IX-1976 (avec lacunes).
- Tribunal criminel : organisation, nominations, produits des émoluments du greffe, an VIII-IX ; Cour prévôtale : translation de déportés, 1813-1817 ; Cour d'Assises : extraits d'arrêts, 1811-1821 ; formation du jury criminel : correspondance, listes du jury, sommier des électeurs et jurés, convocations, 1808-1940.
- Tribunaux divers : instruction, personnel, correspondance, an VIII-1928.
- Juridictions commerciales. Tribunaux de commerce : affaires générales, élections consulaires (procès-verbaux et listes électorales), personnel, an IX-1975 ; conseils de prudhommes : procès-verbaux des élections et listes, 1810-1974.
- Jury d'expropriation : listes, 1833-1859.
- Dépenses de l'Ordre judiciaire, comptabilité des tribunaux, frais de justice ; bureaux d'assistance judiciaire, 1854-1903 ; usages locaux ; officiers ministériels : affaires générales, conseils de discipline ; tableaux des notaires et des avocats, 1804-1939.

## 2 U - Cour d'appel
À titre d'exemple de classement (provisoire ?) de cette sous-série, un extrait des répertoires mis en ligne par les Archives départementales de la Savoie donne pour la Cour d'appel de Chambéry le sommaire suivant :
- 2U 1-97. Qualité d’arrêts. 1860-1911.
- 2U 98-108. Procès-verbaux. 1860-1940.
- 2U 109-145. Arrêts de la chambre civile. 1860-1941.
- 2U 146-159. Arrêts de la chambre d’accusation. 1861-1952.
- 2U 160-165. Arrêts de la cour d’assise. 1860-1954.
- 2U 166-197. Appels correctionnels. 1860-1940.

## 4 U - Justices de paix
À raison d'une justice pour chaque canton du département et par sa durée s'étendant de l'an VIII à 1958, cette sous-série est très volumineuse si toutes les archives ont été déposées et conservées (voir la question des éliminations). Elle est d'un grand intérêt.

## 6 U - Tribunaux de commerce
À titre d'exemple, l'essentiel du contenu de cette sous-série pour le Tarn et le tribunal de commerce de Castres est le suivant en reprenant les termes du guide des Archives :
- Registres du commerce, 1940-1954.
- Registre des métiers, 1936-1952.
- Dossiers de faillites, 1800-1934.
- Registres d’audiences, 1810-1812.
- Registres des jugements, 1822-1862.

Les sections des guides du Jura et de l'Oise décrivent plus en détail cette sous-série pour chacun de leurs tribunaux de commerce, détails récapitulés ci-dessous :
- rôle général des causes : 1836-1954 (tribunal de Salins) ou rôle général pour l'inscription des causes : 1856…1912 (Oise)
- registres d'audience : 1807-1899 (tribunal de Beauvais)
- assignations : 1876-1900 (tribunal de Beauvais)
- feuillets d'audiences : 1817-1869 (tribunal de Lons-le-Saunier)
- plumitifs : 1847-1899 (tribunal de Beauvais)
- minutes de jugements : 1836-1949
- serments d'experts : 1835-1852 (tribunal de Beauvais)
- rapports d'experts : 1810-1893 (tribunal de Dole)
- actes de sociétés déposés au greffe : 1864-1913 ou registre de transcription des actes de sociétés : 1836-1879
- marques de fabrique ou registres des dépôts de marques : 1859 - 1911
- registres de dépôts d'empreintes : 1831-1887 (tribunal de Beauvais)
- déclarations aux fins d'immatriculation au registre du commerce : 1920-1935
- déclarations aux fins d'immatriculation au registre des métiers : 1936-1939
- dossiers de faillites et liquidations judiciaires : 1811-1912
- registre de droits de greffe : 1834-1900 (tribunal de Beauvais)
- ordonnances de référé : 1925-1930 (tribunal de Beauvais)
- répertoire des actes du greffe : 1900-1925 (tribunal de Senlis)
- expéditions suspendues : 1883-1911 (tribunal de Beauvais)
- jugements autorisant les ventes de marchandises : 1842-1896 (tribunal de Dole)

## 8 U - Officiers publics et ministériels
- Répertoires concernant des officiers ministériels : notaires, huissiers-audienciers, commissaires-priseurs, courtiers maritimes.
- Nominations, poursuites disciplinaires.
- Répertoires des actes, tenus par les notaires : « La loi du 29 septembre-6 octobre 1791, art. 16, confirmée par la loi du 16 floréal an IV, obligeait les notaires, à tenir leurs répertoires en double exemplaire et à déposer l'un de ces exemplaires, dans les deux premiers mois de chaque année, au greffe du tribunal de leur immatriculation (l'exemplaire du répertoire conservé par le notaire, suit, après versements aux Archives départementales, le sort des minutes qu'il concerne, en sous-série 2E). » [26]

## Sources complémentaires aux Archives départementales
Les guides et répertoires récapitulent souvent les fonds susceptibles de convenir davantage au lecteur ou d'apporter des données complémentaires ; en voici le sommaire inspiré par le plan de classement :
- Série L : à voir pour la liaison autour de l'an VII et VIII avec la série U ;
- Série M :
  - sous-série 1 M : affaires politiques, opinion publique, affaires diverses traitées par le cabinet du préfet ;
  - sous-série 4 M : rapports de police et de gendarmerie, sûreté générale, surveillance des étrangers, etc ;
- Série N : sous-série 4 N - Bâtiments départementaux : tribunaux et prisons ;
- Série O : sous-série 2 O - Bâtiments administratifs, contentieux communal ;
- Série Q : séquestre, administration et contentieux des domaines, enregistrement des actes judiciaires ;
- Série R : justice militaire ;
- Série S : expropriations ;
- Série T : surveillance de la presse ;
- Série V : contentieux relatif à la séparation de l'église et de l'état ;
- Série Y : établissements pénitentiaires.

## Consultation et répertoires numériques
La plupart des fonds conséquents sont dotés de répertoires numériques individuels, parfois accessibles sur le Net, mais seuls certains réunissent tous ceux de la série et se prêtent par ailleurs à une édition, par exemple :
- Archives départementales d'Indre-et-Loire : Répertoire numérique de la série U (vol. I) et Index (vol. II), Tours, 2002.
- Archives départementales du Lot : Répertoire numérique de la série U, sous la direction de Ch. Constant-Le Stum, XV-1000 p.
- Archives départementales de Vaucluse : Répertoire numérique de la série U. Justice. An IX-1926, Avignon, 1979, 225 p.

Place particulière doit être faite dans tout intérêt pour cette série à l'ouvrage de Jean-Claude Farcy intitulé Guide des archives judiciaires et pénitentiaires, 1800-1958 : la moitié de son millier de pages est notamment consacrée à dresser pour chaque département un état de cette série et de ses fonds.

### Sources
- Guide des archives départementales dont plusieurs sont cités en références. Les guides intéressants de ce point de vue datant des années 1980 et des années 1990, les extraits donnés à titre d'exemple ou de citation doivent être rapportés à ces années, la série et les instruments de recherche associés ayant nécessairement peu ou prou évolué.